# Кардимовський район
Кардимовський район (рос. Кардымовский район) — адміністративна одиниця Смоленської області Російської Федерації.
Адміністративний центр — Кардимово.

## Географія
Межує на південному сході з Глинківським, на сході з Дорогобузьким, на півночі із  Духовщинським, на півдні з Починківським, на заході із Смоленським і на північному сході із Ярцевським районами.
Площа району — 1095,3 км².

## Історія
Район було утворено в 1929 році на території колишніх Смоленського і Єльнінського повітів Смоленської губернії. В 1961 було розформовано і включено до складу Єльнінського району. Відновлено в 1980 році.

## Адміністративний поділ
До складу району входять одне міське та 8 сільських поселень:
| Муніципальне утворення          | Чисельність населення, ос. | Площа, км² | Адміністративний центр         |
| ------------------------------- | -------------------------- | ---------- | ------------------------------ |
| Кардимовське міське поселення   | 5,13 тис.                  | 12,3       | селище міського типу Кардимово |
| Березкінське сільське поселення | 1,07 тис.                  | 8,59       | село Березкіно                 |
| Каменське сільське поселення    | 1,11 тис.                  | 24,44      | село Каменка                   |
| Мольковське сільське поселення  | 0,99 тис.                  | 25,16      | село Мольково                  |
| Нетрізовське сільське поселення | 0,53 тис.                  | 11,1       | село Нетрізово                 |
| Первомайське сільське поселення | 0,92 тис.                  | 4,26       | село Тітково                   |
| Соловйовське сільське поселення | 0,50 тис.                  | 14,14      | село Соловйово                 |
| Тюшинське сільське поселення    | 0,99 тис.                  | 25,26      | село Тюшино                    |
| Шокінське сільське поселення    | 1,10 тис.                  | 137,73     | село Шокіно                    |